# Дијастематомиелија
Дијастематомиелија представља лонгитудинални расцеп кичмене мождине који је дели на два дела. Узрок настанка није познат, а може да се јави заједно са расцепом кичменог стуба.

## Клиничка слика
Кичмена мождина је подељена коштаном, фиброзном или хрскавичавом преградом која делимично или потпуно раздваја кичмени канал. Дијастематомиелија може да захвати део кичмене мождине у нивоу једног или више пршљенова и сегмента. Може да се јави у било ком делу, али је најчешћа у доњем грудном или горњем слабинском делу кичмене мождине. Дијастематомиелија омета нормалан раст кичмене мождине и тако успорава развитак нервних елемената са прогресивним неуролошким дефицитом у деловима тела, зависно од сегмента кичмене мождине у коме се поремећај јавља.

## Дијагноза и лечење
За постављање дијагнозе се користити рендгенографија кичме, лумбална мијелографија, магнетна резонанца, компјутеризована томографија и електромиографија.
Прогноза зависи од правовремености терапије. Веома је важно рано хируршко уклањање преграде и реконструкција омотача кичмене мождине. Када се дијастематомиелија јавља заједно са расцепом кичменог стуба, примарно се лечи друго обољење.